# 5e étape du Tour d'Espagne 2013
La 5e étape du Tour d'Espagne 2013 s'est déroulée le mercredi 28 août 2013, entre Sober et le Lac de Sanabria sur une distance de 174,3 km.

## Résultats

### Classement de l'étape
| Classement de la 5e étape | Classement de la 5e étape | Classement de la 5e étape | Classement de la 5e étape | Classement de la 5e étape |
|                           | Coureur                   | Pays                      | Équipe                    | Temps                     |
| ------------------------- | ------------------------- | ------------------------- | ------------------------- | ------------------------- |
| 1er                       | Michael Matthews          | Australie                 | Orica-GreenEDGE           | en 4 h 28 min 22 s        |
| 2e                        | Maximiliano Richeze       | Argentine                 | Lampre-Merida             | m.t                       |
| 3e                        | Gianni Meersman           | Belgique                  | Omega Pharma-Quick Step   | m.t                       |
| 4e                        | Nikias Arndt              | Allemagne                 | Argos-Shimano             | m.t                       |
| 5e                        | Tyler Farrar              | États-Unis                | Garmin-Sharp              | m.t                       |
| 6e                        | Edvald Boasson Hagen      | Norvège                   | Sky                       | m.t                       |
| 7e                        | Anthony Roux              | France                    | FDJ.fr                    | m.t                       |
| 8e                        | Gregory Henderson         | Nouvelle-Zélande          | Lotto-Belisol             | m.t                       |
| 9e                        | Daniele Ratto             | Italie                    | Cannondale                | m.t                       |
| 10e                       | Grega Bole                | Slovénie                  | Vacansoleil-DCM           | m.t                       |
| modifier                  |                           |                           |                           |                           |

### Points attribués
| Sprint intermédiaire d'A Gudiña (km 108) | Sprint intermédiaire d'A Gudiña (km 108) | Sprint intermédiaire d'A Gudiña (km 108) | Sprint intermédiaire d'A Gudiña (km 108) | Sprint intermédiaire d'A Gudiña (km 108) |
| ---------------------------------------- | ---------------------------------------- | ---------------------------------------- | ---------------------------------------- | ---------------------------------------- |
|                                          | Coureur                                  | Pays                                     | Équipe                                   | Point(s)                                 |
| 1er                                      | Jurgen Van de Walle                      | Belgique                                 | Lotto-Belisol                            | 4                                        |
| 2e                                       | Arnaud Courteille                        | France                                   | FDJ.fr                                   | 2                                        |
| 3e                                       | Nicolas Edet                             | France                                   | Cofidis                                  | 1                                        |
| modifier                                 |                                          |                                          |                                          |                                          |

| Sprint intermédiaire de Puebla de Sanabria (km 161,8) | Sprint intermédiaire de Puebla de Sanabria (km 161,8) | Sprint intermédiaire de Puebla de Sanabria (km 161,8) | Sprint intermédiaire de Puebla de Sanabria (km 161,8) | Sprint intermédiaire de Puebla de Sanabria (km 161,8) |
| ----------------------------------------------------- | ----------------------------------------------------- | ----------------------------------------------------- | ----------------------------------------------------- | ----------------------------------------------------- |
|                                                       | Coureur                                               | Pays                                                  | Équipe                                                | Point(s)                                              |
| 1er                                                   | Arnaud Courteille                                     | France                                                | FDJ.fr                                                | 4                                                     |
| 2e                                                    | Antonio Piedra                                        | Espagne                                               | Caja Rural-Seguros RGA                                | 2                                                     |
| 3e                                                    | Winner Anacona                                        | Colombie                                              | Lampre-Merida                                         | 1                                                     |
| modifier                                              |                                                       |                                                       |                                                       |                                                       |

| \| Classement de l'étape \| Classement de l'étape \| Classement de l'étape \| Classement de l'étape \| Classement de l'étape \| \| --------------------- \| --------------------- \| --------------------- \| ----------------------- \| --------------------- \| \| \| Coureur \| Pays \| Équipe \| Point(s) \| \| 1er \| Michael Matthews \| Australie \| Orica-GreenEDGE \| 25 \| \| 2e \| Maximiliano Richeze \| Argentine \| Lampre-Merida \| 20 \| \| 3e \| Gianni Meersman \| Belgique \| Omega Pharma-Quick Step \| 16 \| \| 4e \| Nikias Arndt \| Allemagne \| Argos-Shimano \| 14 \| \| 5e \| Tyler Farrar \| États-Unis \| Garmin-Sharp \| 12 \| \| 6e \| Edvald Boasson Hagen \| Norvège \| Sky \| 10 \| \| 7e \| Anthony Roux \| France \| FDJ.fr \| 9 \| \| 8e \| Gregory Henderson \| Nouvelle-Zélande \| Lotto-Belisol \| 8 \| \| 9e \| Daniele Ratto \| Italie \| Cannondale \| 7 \| \| 10e \| Grega Bole \| Slovénie \| Vacansoleil-DCM \| 6 \| \| 11e \| Rafał Majka \| Pologne \| Saxo-Tinkoff \| 5 \| \| 12e \| Bauke Mollema \| Pays-Bas \| Belkin \| 4 \| \| 13e \| Rinaldo Nocentini \| Italie \| AG2R La Mondiale \| 3 \| \| 14e \| Daniel Schorn \| Autriche \| NetApp-Endura \| 2 \| \| modifier \| \| \| \| \| |                      |                  |                         |          |
| Classement de l'étape |                      |                  |                         |          |
| | Coureur              | Pays             | Équipe                  | Point(s) |
| 1er | Michael Matthews     | Australie        | Orica-GreenEDGE         | 25       |
| 2e | Maximiliano Richeze  | Argentine        | Lampre-Merida           | 20       |
| 3e | Gianni Meersman      | Belgique         | Omega Pharma-Quick Step | 16       |
| 4e | Nikias Arndt         | Allemagne        | Argos-Shimano           | 14       |
| 5e | Tyler Farrar         | États-Unis       | Garmin-Sharp            | 12       |
| 6e | Edvald Boasson Hagen | Norvège          | Sky                     | 10       |
| 7e | Anthony Roux         | France           | FDJ.fr                  | 9        |
| 8e | Gregory Henderson    | Nouvelle-Zélande | Lotto-Belisol           | 8        |
| 9e | Daniele Ratto        | Italie           | Cannondale              | 7        |
| 10e | Grega Bole           | Slovénie         | Vacansoleil-DCM         | 6        |
| 11e | Rafał Majka          | Pologne          | Saxo-Tinkoff            | 5        |
| 12e | Bauke Mollema        | Pays-Bas         | Belkin                  | 4        |
| 13e | Rinaldo Nocentini    | Italie           | AG2R La Mondiale        | 3        |
| 14e | Daniel Schorn        | Autriche         | NetApp-Endura           | 2        |
| modifier |                      |                  |                         |          |

### Cols et côtes
| Alto do Covelo (km 80) 3e catégorie | Alto do Covelo (km 80) 3e catégorie | Alto do Covelo (km 80) 3e catégorie | Alto do Covelo (km 80) 3e catégorie | Alto do Covelo (km 80) 3e catégorie |
| ----------------------------------- | ----------------------------------- | ----------------------------------- | ----------------------------------- | ----------------------------------- |
|                                     | Coureur                             | Pays                                | Équipe                              | Point(s)                            |
| 1er                                 | Winner Anacona                      | Colombie                            | Lampre-Merida                       | 3                                   |
| 2e                                  | Nicolas Edet                        | France                              | Cofidis                             | 2                                   |
| 3e                                  | Jurgen Van de Walle                 | Belgique                            | Lotto-Belisol                       | 1                                   |
| modifier                            |                                     |                                     |                                     |                                     |

| Alto de Padornelo (km 143) 3e catégorie | Alto de Padornelo (km 143) 3e catégorie | Alto de Padornelo (km 143) 3e catégorie | Alto de Padornelo (km 143) 3e catégorie | Alto de Padornelo (km 143) 3e catégorie |
| --------------------------------------- | --------------------------------------- | --------------------------------------- | --------------------------------------- | --------------------------------------- |
|                                         | Coureur                                 | Pays                                    | Équipe                                  | Point(s)                                |
| 1er                                     | Nicolas Edet                            | France                                  | Cofidis                                 | 3                                       |
| 2e                                      | Winner Anacona                          | Colombie                                | Lampre-Merida                           | 2                                       |
| 3e                                      | Antonio Piedra                          | Espagne                                 | Caja Rural-Seguros RGA                  | 1                                       |
| modifier                                |                                         |                                         |                                         |                                         |

## Classements à l'issue de l'étape

### Classement général
| Classement général | Classement général | Classement général | Classement général | Classement général  |
|                    | Coureur            | Pays               | Équipe             | Temps               |
| ------------------ | ------------------ | ------------------ | ------------------ | ------------------- |
| 1er                | Vincenzo Nibali    | Italie             | Astana             | en 18 h 43 min 52 s |
| 2e                 | Christopher Horner | États-Unis         | RadioShack-Leopard | + 3 s               |
| 3e                 | Nicolas Roche      | Irlande            | Saxo-Tinkoff       | + 8 s               |
| 4e                 | Haimar Zubeldia    | Espagne            | RadioShack-Leopard | + 16 s              |
| 5e                 | Alejandro Valverde | Espagne            | Movistar           | + 21 s              |
| 6e                 | Robert Kišerlovski | Croatie            | RadioShack-Leopard | + 26 s              |
| 7e                 | Rigoberto Urán     | Colombie           | Sky                | + 28 s              |
| 8e                 | Daniel Moreno      | Espagne            | Katusha            | + 31 s              |
| 9e                 | Rafał Majka        | Pologne            | Saxo-Tinkoff       | + 38 s              |
| 10e                | Roman Kreuziger    | Tchéquie           | Saxo-Tinkoff       | + 42 s              |
| modifier           |                    |                    |                    |                     |

### Classement par points
| Classement par points | Classement par points | Classement par points | Classement par points | Classement par points |
| --------------------- | --------------------- | --------------------- | --------------------- | --------------------- |
|                       | Coureur               | Pays                  | Équipe                | Point(s)              |
| 1er                   | Daniel Moreno         | Espagne               | Katusha               | 48 points             |
| 2e                    | Michael Matthews      | Australie             | Orica-GreenEDGE       | 41 pts                |
| 3e                    | Nicolas Roche         | Irlande               | Saxo-Tinkoff          | 38 pts                |
| modifier              |                       |                       |                       |                       |

### Classement du meilleur grimpeur
| Classement du meilleur grimpeur | Classement du meilleur grimpeur | Classement du meilleur grimpeur | Classement du meilleur grimpeur | Classement du meilleur grimpeur |
| ------------------------------- | ------------------------------- | ------------------------------- | ------------------------------- | ------------------------------- |
|                                 | Coureur                         | Pays                            | Équipe                          | Point(s)                        |
| 1er                             | Nicolas Roche                   | Irlande                         | Saxo-Tinkoff                    | 11 points                       |
| 2e                              | Nicolas Edet                    | France                          | Cofidis                         | 8 pts                           |
| 3e                              | Daniel Moreno                   | Espagne                         | Katusha                         | 6 pts                           |
| modifier                        |                                 |                                 |                                 |                                 |

### Classement du combiné
| Classement du combiné | Classement du combiné | Classement du combiné | Classement du combiné | Classement du combiné |
| --------------------- | --------------------- | --------------------- | --------------------- | --------------------- |
|                       | Coureur               | Pays                  | Équipe                | Point(s)              |
| 1er                   | Nicolas Roche         | Irlande               | Saxo-Tinkoff          | 7 points              |
| 2e                    | Daniel Moreno         | Espagne               | Katusha               | 12 pts                |
| 3e                    | Christopher Horner    | États-Unis            | RadioShack-Leopard    | 15 pts                |
| modifier              |                       |                       |                       |                       |

### Classement par équipes
| Classement par équipes | Classement par équipes | Classement par équipes | Classement par équipes |
|                        | Équipe                 | Pays                   | Temps                  |
| ---------------------- | ---------------------- | ---------------------- | ---------------------- |
| 1re                    | RadioShack-Leopard     | Luxembourg             | en 55 h 12 min 7 s     |
| 2e                     | Saxo-Tinkoff           | Danemark               | + 5 s                  |
| 3e                     | Belkin                 | Pays-Bas               | + 1 min 10 s           |
| modifier               |                        |                        |                        |

## Abandon
- Wesley Sulzberger (Orica-GreenEDGE) : non-partant